# Рајнер од Монферата
Рајнеро од Монферата (итал. Ranieri di Monferrato; 1162–1183) је био пети син Вилијама V од Монферата и Јудите Бабенберг. Био је зет византијског цара Манојла I Комнина и цезар 1180. године. Убијен је у борбама за византијски престо. 

## Биографија
Византијски цар Манојло иницирао је брак између његове ћерке Марије Порфирогените са једним од синова Вилијама Монфератског. Како су Конрад и Бонифације већ били ожењени, а Фридрих био замонашен, једини погодан био је Вилијамов најмлађи син, седамнаестогодишњи Рајнеро. Византијски хроничар Никита Хонијат описује га као згодног, плавокосог и ћосавог младића. Рајнеро је стигао у Цариград на јесен 1179. године или убрзо након тога, уз војну пратњу византијског цара. Брак са двадесетседмогодишњом Маријом Порфирогенитом закључен је у цркви Свете Марије Влахеранске фебруара 1180. године. Брак је прослављен уз све почасти, укључујући и игре на Цариградском хиподрому, што детаљно описује јерусалимски патријарх Вилијам од Тира, који је свечаности присуствовао. Рајнеро је понео титулу цезара и променио име у Јован. По неким западним изворима Рајнеру је поверен Солун као пронија. Како је Марија била Манојлово најстарије дете, Рајнеро је на овом браку касније заснивао своје претензије на византијску круну. Маријин брат Алексије био је далеко млађи од ње. Манојло је умро септембра 1180. године. Престо је припао младом Алексију, уместо кога је владала његова мајка Марија као регент. Царица је изазвала скандал када је ухваћена у љубавној вези са протосевастом Алексијем Комнином. То је, по изворима блиским Латинима, изазвало побуну у Цариграду. Циљ побуњеника био је одузимање регентства Марији и давање царске круне Рајнеру. Завера је, међутим, откривена. Неколико завереника је ухапшено. Марија и Рајнеро домогли су се цркве Свете Софије са око 150 следбеника. Убрзо су амнестирани. 
И нови цар и завереници убрзо су постали жртве узурпатора Андроника Комнина, Манојловог рођака, који се након смрти моћног цара вратио из егзила. Очигледно уз Маријину помоћ, Андроник се преузео власт. Потом је наредио масакр над латинским становништвом. Марија Порфирогенита је убрзо умрла. Највероватније је отрована. Рајнеро је изгледа поделио њену судбину, иако има врло мало извора који о томе говоре. Латински масакр није заборављен ни 20 година касније, када су вође Четвртог крсташког рата нашле у њему разлоге да преусмере свој крсташки поход на византијску престоницу. Каснији извори бележе да је Бонифације Монфератски свој захтев за Солунском краљевином заснивао управо на титули свога брата. 